# Plan-d'Orgon
 Plan-d'Orgon  es una comuna y población de Francia, en la región de Provenza-Alpes-Costa Azul, departamento de Bocas del Ródano, en el distrito de Arlés y cantón de Orgon.
Su población en el censo de 1999 era de 2.417 habitantes.
No está integrada en ninguna Communauté de communes o agrupación similar.

## Demografía
| 1543 | 1707 | 1745 | 1885 | 2294 | 2417 |
| Para los censos de 1962 a 1999 la población legal corresponde a la población sin duplicidades (Fuente: INSEE [Consultar]) |      |      |      |      |      |